# Violinkonsert (Sibelius)
| I denna artikel     |
| används tonnamnen   |
| B♭ och H.           |
| Se olika skrivsätt. |

Violinkonsert i d-moll, opus 47, av Jean Sibelius komponerades 1904. Den tillhör de mest spelade av 1900-talets violinkonserter och har framförts av flera framstående violinister, inklusive Jascha Heifetz, vars inspelning på 1930-talet gjorde verket världskänt.
Konserten hade urpremiär den 8 februari 1904 i Helsingfors, med Viktor Nováček som solist tillsammans med Helsingfors filharmoniska sällskaps orkester under ledning av kompositören. Sibelius fortsatte dock att bearbeta den och den slutliga versionen framfördes för första gången den 19 oktober 1905 i Berlin, med Karel Halíř och Berlinerfilharmonikerna dirigerade av Richard Strauss. Premiären i Finland var den 12 mars 1906 i Helsingfors, med H. Grevesmühl från Lettland som solist och Robert Kajanus som dirigent.

## Instrumentation
Konserten är skriven för violin och symfoniorkester (2 tvärflöjter, 2 oboer, 2 klarinetter, 2 fagotter, 4 valthorn, 2 trumpeter, 3 tromboner, timpani och stråkar).

## Form
Konserten är i tre satser:
1. Allegro moderato (d-moll)
2. Adagio di molto (B♭-dur)
3. Allegro, ma non tanto (D-dur)